# 南斯拉夫劳动人民社会主义联盟

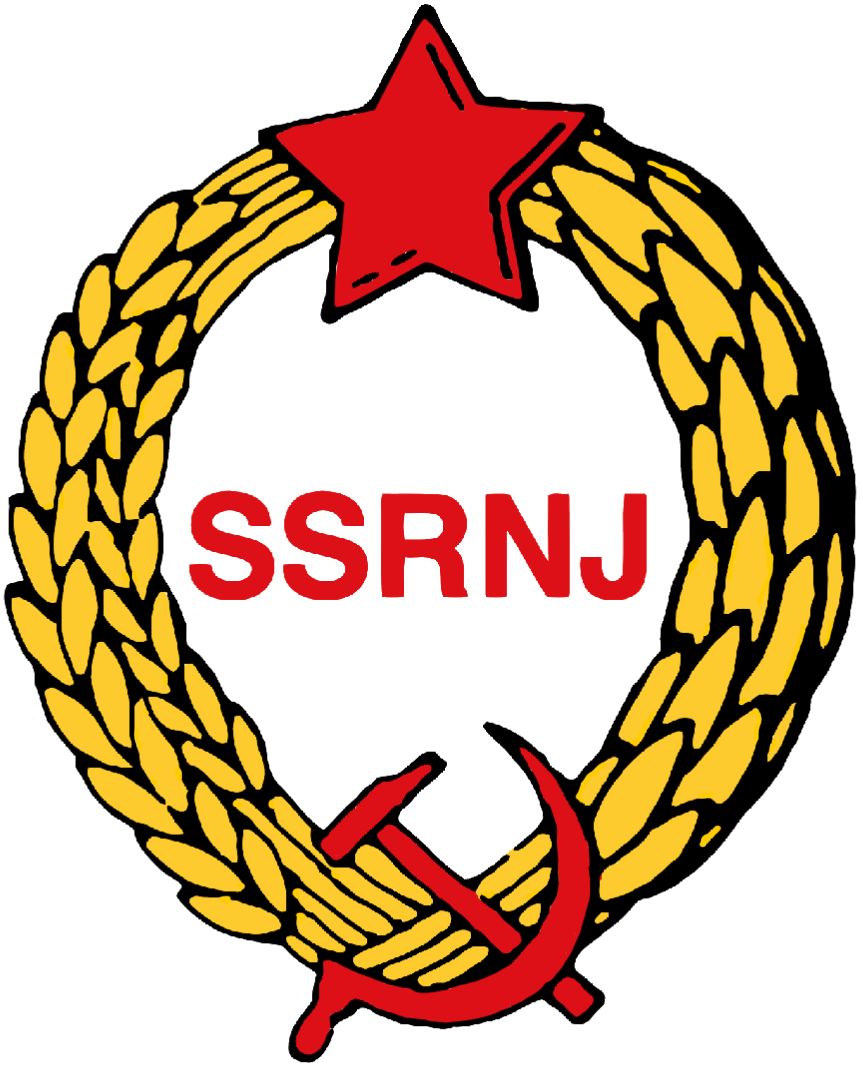
南斯拉夫劳动人民社会主义联盟徽章

南斯拉夫劳动人民社会主义联盟（缩写为SSRNJ）是南斯拉夫社会主义联邦共和国的一个统一战线组织。该组织成立于1945年8月，前身是统一人民解放阵线。1953年以前，该组织称为南斯拉夫人民阵线。其成员包括南斯拉夫共產主義者聯盟、南斯拉夫工会联合会、南斯拉夫社会主义青年联盟、南斯拉夫妇女协会联合会、南斯拉夫人民解放战争退伍军人协会联合会等团体成员及个体农民、家庭妇女、退休人员等个人成员。1990年，该组织有1300万名成员，涵盖南斯拉夫大部分成年人口。1990年7月，该组织与塞尔维亚共产主义者联盟合并为塞尔维亚社会党。